# 大平秀雄

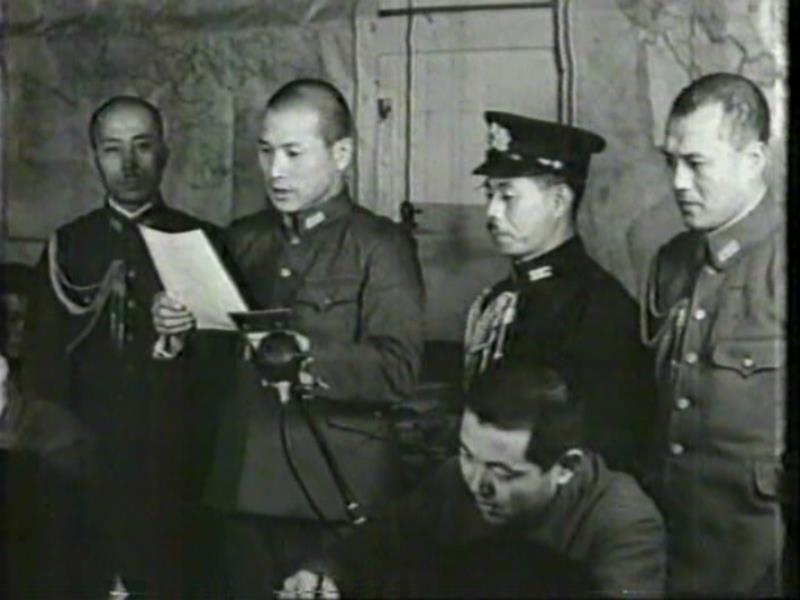
対米英蘭開戦を告げる大平報道部長

大平 秀雄（おおひら ひでお、1898年（明治31年）12月4日 - 1995年（平成7年）1月20日）は、日本の陸軍軍人。最終階級は陸軍少将。

## 経歴
香川県出身。農業・大平万太良の二男として生まれる。旧制三豊中学校（現香川県立観音寺第一高等学校）卒業を経て、1921年（大正10年）7月、陸軍士官学校（33期）を卒業。同年10月、歩兵少尉に任官し歩兵第22連隊付となる。1931年（昭和6年）11月、陸軍大学校（43期）を卒業し歩兵第22連隊中隊長に就任。
1932年（昭和7年）12月、参謀本部付勤務となる。以後、参謀本部員、参謀本部付（支那研究員）、中国駐在（南京、香港）を経て、1936年（昭和11年）8月、歩兵少佐に進級。1937年（昭和12年）4月、歩兵第27連隊大隊長に就任し、同年10月、第2軍参謀に発令され日中戦争に出征。1938年（昭和13年）7月、歩兵中佐に昇任し、同年11月、第21軍参謀に就任。1939年（昭和14年）9月、陸大教官に発令され帰国。1941年（昭和16年）8月、陸軍大佐に進んだ。
1941年10月、大本営陸軍報道部長に就任。1942年（昭和17年）3月、歩兵第239連隊長に発令され臨汾に駐屯。1943年（昭和18年）3月、近衛第2師団参謀長に発令され太平洋戦争に出征し、スマトラ島の警備を担った。1944年（昭和19年）4月、第25軍参謀に転じ、1945年（昭和20年）6月、陸軍少将に進んだ。同年7月、陸軍歩兵学校付に発令され帰国。同年8月、東部軍管区参謀副長に就任。同年10月、東京連隊区司令官となり、同年12月に復員した。1947年（昭和22年）11月28日、公職追放仮指定を受けた。

### 戦後
復員後は故郷の三豊郡に戻り、讃岐罐詰株式会社に職を得て、同社専務取締役、社長を務める。退任後は再び東京に移ったが、12歳下の正芳存命中は選挙の度に故郷に帰ってその運動を見守った。1995年死去、96歳歿（享年98）。

## 親族
- 従弟 大平正芳（第69代内閣総理大臣）[7]